# Ghazaleh Alizadeh
Pour les articles homonymes, voir Alizadeh.
Ghazaleh Alizadeh , (en persan : غزاله علیزاده) est une romancière et écrivain iranienne née le 15 février 1949 à Mashhad et morte le 10 mai 1996 , dont le roman le plus fameux est la Maison des Idris (خانه ادریسی ها).

## Biographie
Diplômée en sciences politiques de l'université de Téhéran, elle s'installe à Paris pour faire des études de philosophie et de cinéma à la Sorbonne. Elle commence sa carrière d'écrivain à Mashhad, en Iran, en publiant quelques nouvelles et articles pour la presse locale.
En octobre 1994, elle signe avec 133 autres intellectuels iraniens une déclaration réclamant la liberté d'expression.
Atteinte d'un cancer[réf. nécessaire], elle tente à deux reprises de mettre un terme à sa vie, sans succès[réf. nécessaire]. Le 10 mai 1996, à Javaherdeh, un village près de Ramsar, au bord de la mer Caspienne, elle se suicide dans un bois jouxtant sa propriété.

## Œuvres littéraires
Romans
- Deux paysages, 1984.
- Maison des Idris, 1991.
- Nuits de Téhéran

Nouvelles
- Après l'été, 1976.
- Voyage interminable, 1977.
- Carrefour.

Récits
- Salles
- Rêve de la maison et cauchemar du néant